# Oggersheimer Kreuz

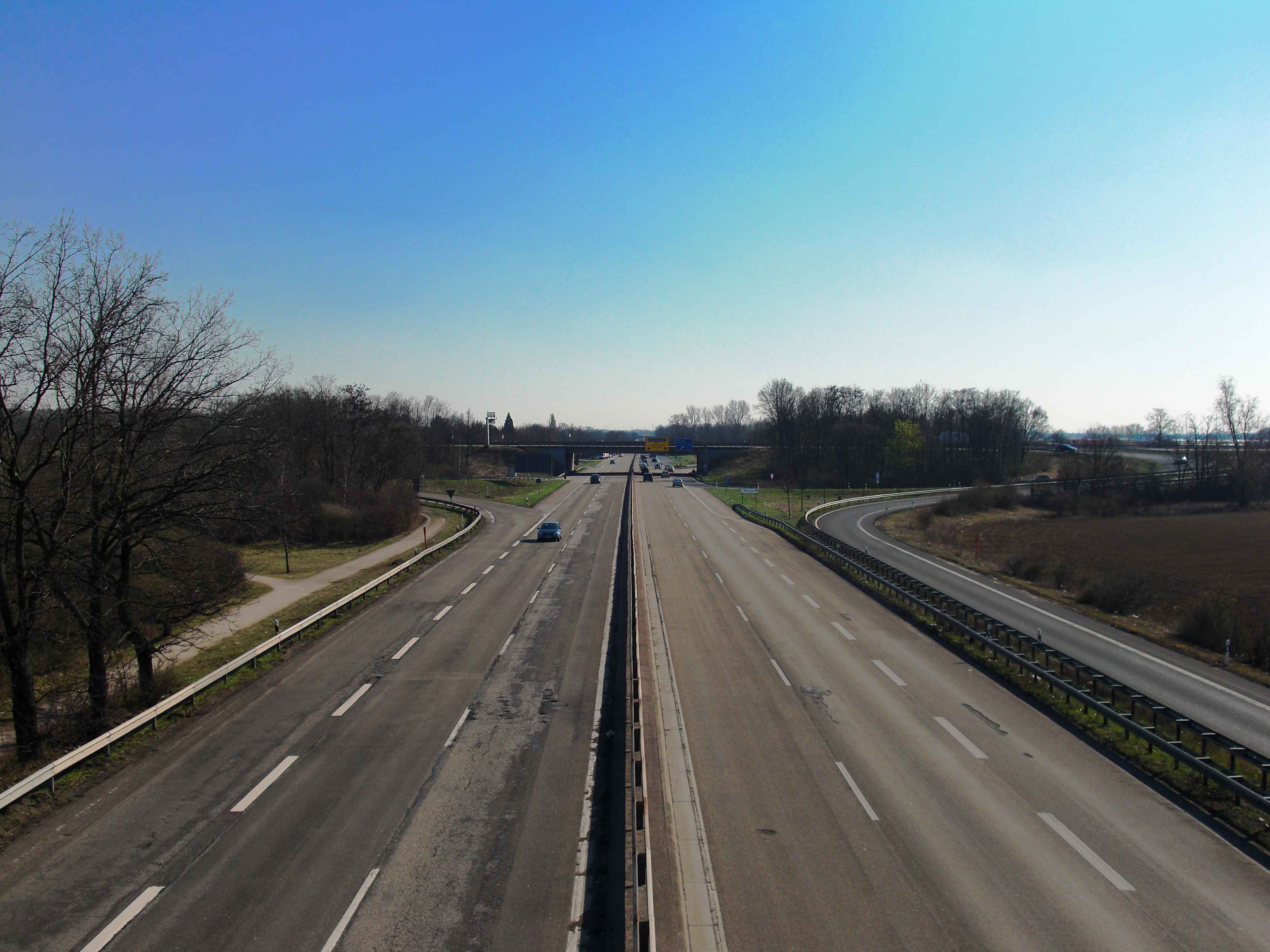
Oggersheimer Kreuz von Norden

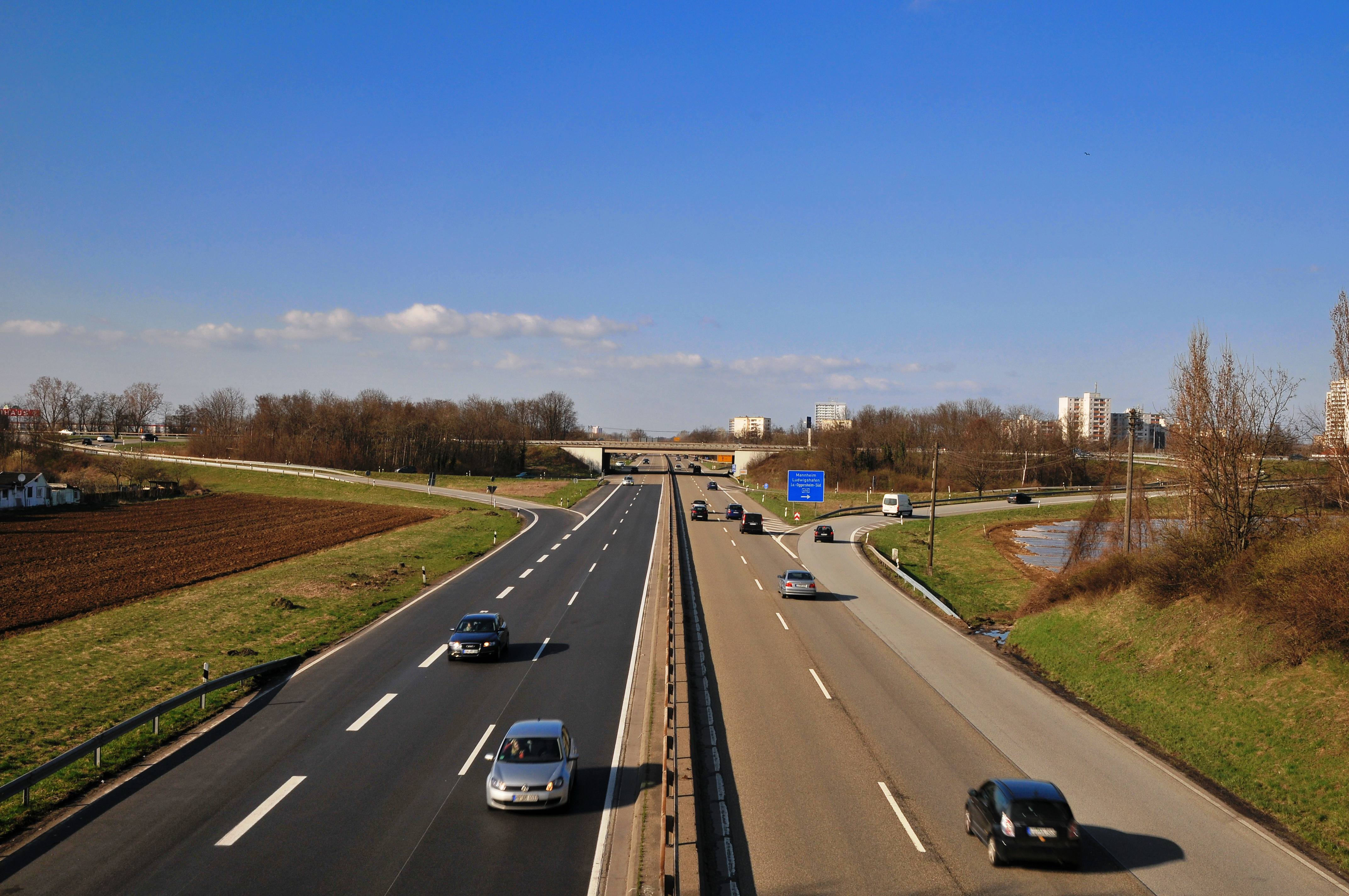
Oggersheimer Kreuz von Süden

Das Oggersheimer Kreuz ist der planfreie Knotenpunkt vom Typ angepasstes Kleeblatt der A 650 und Bundesstraße 9 südwestlich des Ludwigshafener Stadtteils Oggersheim. Es wurde vor 1990 gebaut  und die B 9 in diesem Bereich war ursprünglich als A 655 geführt. Es ist mit täglich 100.000 Kraftfahrzeugen pro Tag eines der belastesten Autobahnkreuze in Rheinland-Pfalz.

## Struktur
Das autobahnähnlich ausgebaute Kreuz führt in folgende Richtungen:
Nordenauf B 9 nach Autobahnkreuz Frankenthal/A 6
Südenauf B 9 nach Autobahndreieck Ludwigshafen-Süd/A 65
Ostenauf A 650 nach Ludwigshafen am Rhein, Mannheim
Westenauf A 650 nach Autobahnkreuz Ludwigshafen/A 61

## Ausbau
Im Oktober 2011 wurden 360.000 Euro zur Instandsetzung von defekten Stahl-Übergangskonstruktionen an der Brücke investiert.

## Verkehrsaufkommen
| Von                 | Nach                      | Durchschnittliche tägliche Verkehrsstärke | Durchschnittliche tägliche Verkehrsstärke | Durchschnittliche tägliche Verkehrsstärke | Anteil Schwerlastverkehr | Anteil Schwerlastverkehr | Anteil Schwerlastverkehr |
| Von                 | Nach                      | 2005                                      | 2010                                      | 2015                                      | 2005                     | 2010                     | 2015                     |
| ------------------- | ------------------------- | ----------------------------------------- | ----------------------------------------- | ----------------------------------------- | ------------------------ | ------------------------ | ------------------------ |
| AS Ruchheim (A 650) | Oggersheimer Kreuz        | 41.400                                    | 43.000                                    | 43.900                                    | 4,5 %                    | 4,6 %                    | 4,6 %                    |
| Oggersheimer Kreuz  | AS Oggersheim-Süd (A 650) | 66.900                                    | 71.300                                    | 71.200                                    | 4,1 %                    | 4,0 %                    | 4,1 %                    |
| AS Oggersheim (B 9) | Oggersheimer Kreuz        | 45.700                                    | 48.100                                    | 52.000                                    | 9,1 %                    | 8,2 %                    | 7,6 %                    |
| Oggersheimer Kreuz  | AD Ludwigshafen-Süd (B 9) | 49.800                                    | 51.800                                    | 55.400                                    | 9,1 %                    | 8,5 %                    | 7,7 %                    |

## Planungen
Wegen des zunehmenden Verkehrs zum Industriegebiet „Westlich B 9“ wurde das Kreuz in der Vergangenheit schon verändert und soll bis 2015 weiter ausgebaut werden. Die Kosten hierfür werden auf insgesamt 15 Mio. Euro geschätzt. Die Kosten tragen jeweils zum Teil der Bund und die Stadt Ludwigshafen.